# الإعاقة في رومانيا
لقد كانت الإعاقة في رومانيا مشكلة منذ فترة طويلة، وخاصة بالنسبة للأطفال، حيث يتم إيداع الأطفال ذوي الإعاقة في المؤسسات في رومانيا، حيث يعتبر ذلك شيئًا مخجلًا ويجب إخفاؤه.

## التعداد
في عام 2004، كان هناك أكثر من 414000 شخص من ذوي الإعاقة في رومانيا.